# Gothamist
Gothamist es un sitio web de blogs centrado en la ciudad de Nueva York operado por New York Public Radio. De 2003 a 2018, Gothamist LLC fue el operador, o en algunos casos franquiciador, de ocho sitios web centrados en la ciudad que se centraban en noticias, eventos, comida, cultura y otra cobertura local. Fue fundada en 2003 por Jake Dobkin y Jen Chung. En marzo de 2017, Joe Ricketts, propietario de DNAinfo, adquirió la empresa y, en noviembre de 2017, los sitios web se cerraron temporalmente después de que el personal de la redacción votara a favor de sindicalizarse. En febrero de 2018, se anunció que New York Public Radio, KPCC y WAMU habían adquirido Gothamist, LAist y DCist, respectivamente. Chicagoist fue comprada por el rapero nacido en Chicago Chance the Rapper en julio de 2018.

## Historia

### Primeros años y otros blogs
El blog homónimo, Gothamist, centrado en la ciudad de Nueva York, fue fundado en 2003 por el editor Jake Dobkin y la editora Jen Chung. A junio de 2014 otros blogs operados por la compañía incluyen LAist (para Los Ángeles), DCist para Washington D. C., Chicagoist y SFist (para San Francisco) en los Estados Unidos, así como Shanghaiist a nivel internacional.
El blog canadiense Torontoist fue lanzado por la empresa estadounidense, pero fue transferido a Ink Truck Media, de propiedad local, en abril de 2009, conservando su nombre «-ist» y permaneciendo afiliado a la red Gothamist. En marzo de 2011, Torontoist fue adquirida de Ink Truck Media por St. Joseph Media, división editorial de revistas del gigante canadiense de medios St. Joseph Communications. Como resultado, el sitio no se vio afectado por el cierre de Gothamist en 2017 y permaneció en funcionamiento hasta que fue adquirido por Daily Hive en 2019.
De manera similar, en 2010 Londonist fue transferido a la startup LDN Creative con sede en Londres.
Una estimación de Income.com en 2015 citó los ingresos mensuales de Gothamist en 110 000 dólares.

### Cierre
En 2017, Gothamist y todos los blogs relacionados se vendieron a Joe Ricketts, propietario de DNAinfo. Después de la adquisición, Gothamist eliminó de sus archivos una serie de historias que habían cubierto críticamente a Ricketts. Con respecto a la eliminación del contenido relacionado con Ricketts del sitio, Dobkin le dijo a Jezebel: «Así como Bloomberg no cubre a Bloomberg, no planeamos cubrir a Joe Ricketts y por eso decidimos eliminar nuestra cobertura de él. Nadie nos preguntó hacerlo. Fue una decisión tomada únicamente por Jen [Chung] y por mí».
El 2 de noviembre de 2017, Ricketts publicó en los sitios de la red DNAinfo y «-ist» que ambos sitios web cesarían sus operaciones inmediatamente, una semana después de que los escritores góticos votaran a favor de sindicalizarse con el Writers Guild of America, East. Se eliminó todo el contenido de todos los sitios de DNAinfo y de todos los sitios subsidiarios. Al día siguiente, los archivos de los sitios volvieron a funcionar. El cierre de Ricketts fue criticado por ser un mero acto de represalia después de que los trabajadores de las dos empresas se afiliaran a un sindicato. A raíz del cierre, los reporteros despedidos de Gothamist declararon que los expropietarios Jake Dobkin y Jen Chung cooperaron activamente con Ricketts para desalentar los esfuerzos sindicales: «Eran cosas de manual para acabar con los sindicatos».

### Relanzamiento
El 23 de febrero de 2018, las estaciones de radio públicas WNYC, KPCC y WAMU anunciaron que habían adquirido conjuntamente Gothamist y sus sitios relacionados LAist y DCist. Según el acuerdo, Gothamist y sus sitios hermanos comenzarían a publicar contenido de noticias nuevamente. Además, WNYC adquirió los archivos de Chicagoist y SFist, y WBEZ de Chicago declaró que estaban explorando la adquisición del primero. WAMU relanzó DCist el 11 de junio de 2018. Gothamist confirmó que Chance the Rapper adquirió Chicagoist después de que lo anunció en una nueva canción, «I Might Need Security», el 18 de julio de 2018.
El 7 de enero de 2019, el sindicato SAG-AFTRA y WNYC anunciaron que habían llegado a un acuerdo para reconocer a más de 25 empleados digitales de la Radio Pública de Nueva York, incluido el personal de Gothamist.
Impress3 Media compró el sitio de blogs de San Francisco, SFist, en enero de 2019 y lo relanzó el mes siguiente con el exeditor jefe como consultor.

## Premios
El blog insignia de Gothamist ha recibido varios premios y elogios, incluidas seis nominaciones a Bloggies. Fue nombrado «Favorito de Forbes» y «Lo mejor de la Web» por BusinessWeek. En 2007, Gothamist fue nombrado blog del año por la revista Wired y recibió un premio Wired Rave.